# Аббас Ахмед
Абба́с Аллахверди́ оглу́ Ахме́дов (азерб. Abbas Allahverdi oğlu Əhmədov, сценическое имя Абба́с Ахме́д, р. 25 декабря 1960) — азербайджанский певец. Приобрёл известность в Азербайджане в начале 1990-х годов благодаря песне «Ürəyim yanar» («Моё сердце сгорит»). Выпустил два альбома, некоторые песни — на русском, итальянском, испанском и других языках.

## Биография
Родился 25 декабря 1960 года в Москве, но по происхождению из азербайджанского города Шемахы. В четвёртом классе школы на некоторое время переехал в Баку. В 1989 году занял первое место на азербайджанском песенном конкурсе «Qızıl payız» («Золотая осень»).
В 1988—2001 годах, по собственным словам, работал в квартете «Гая». В этот период, в 1992 году, записал песню «Ürəyim yanar» на слова Эльчина Мирзабейли, которую посвятил первой супруге. Позже сообщалось, что у песни «Ürəyim yanar», возможно, существует армянский плагиат, посвящённый Шуше. 
С 2002 года Аббас Ахмед живёт в России, в 15—20 км от Москвы. Там выступает в ресторанах, в частности, в «Бакинском бульваре». Принял участие в мероприятии по случаю 50-летия квартета «Гая» в Баку. 
В 2008 году сообщалось, что Аббас Ахмед работает над третьим альбомом. 

### Личная жизнь
Женат вторым браком, первый продлился 1 год. От первого брака есть сын. В Баку живут сестра, брат и мать Аббаса Ахмеда.

## Внешние ссылки
- Клип «Ürəyim yanar»